# 简易核装置
简易核装置（英语：Improvised nuclear devices）是从拥核国家购买、盗窃或以其他方式得到的理论上的非法的核武器，或是恐怖组织用非法获取的可裂变物质制造的可产生核爆炸的武器。简易核装置可通过购买得到，也可以用窃得的武器部件制造，或使用核材料（钚、铀或高浓缩铀）从零开始制作。 一次成功的爆炸将导致灾难性的人员伤亡、基础设施损毁以及大面积的核污染。

## 类型
其中一种简易核装置袭击可能是恐怖分子投放放射性散布装置，即所谓的“脏弹”。放射性散布装置不会引发核爆炸，而是使用化学炸药来传播有害的辐射。它可能会在城市地区造成严重的经济混乱和恐慌，而不会造成大量人员死伤。由于这些物质在工业、农业和医药领域很常用，恐怖分子很容易能获得这些材料。
纳米技术理论上可用于开发小型激光触发的纯热核武器，这种武器比常规核武器更容易生产，并可用于恐怖袭击。

## 设计考虑
从头开始制造的简易核装置很可能是枪式的，这样设计和制造起来相当容易（然而需要高濃縮鈾）。
由于裂变不完全，简易核装置可能会导致更多的放射性落塵——由于对弹芯进行过度工程化（使其更重以确保裂变至少部分发生）；使用枪式设计；或者由于提前引爆（工程或制造错误，使释放 能量降低）——而且可能在地面而不是在空中爆炸，导致地面目标受到大量辐射并被卷入蘑菇云。